# Għar Dalam
Għar Dalam – jaskinia krasowa w południowo-wschodniej części wyspy Malta, w pobliżu miasta Birżebbuġa. 

## Położenie
Znajduje się około 500 metrów od zatoki St George's. Maksymalna szerokość jaskini wynosi 18 metrów, zaś wysokość 8 metrów. Jaskinia ma około 144 metrów głębokości, ale tylko pierwsze 50 metrów jest dostępne dla zwiedzających. Għar Dalam prowadzi do skał wapiennych, droga pomiędzy wynosi 145 metrów. Wejście, które znajduje się zaledwie 15,5 metra nad poziomem morza, otwiera się jak brama. Jego szerokość wynosi 11 metrów, a wysokość 4,5 metra. Jaskinia jest znaczącym złożem kopalnym i popularnym miejscem turystycznym, została włączona do Narodowego Wykazu Dóbr Kulturowych Wysp Maltańskich. 

## Powstanie Għar Dalam
Għar Dalam jest osadzona w formacji skalnej wapienia dolnego koralowca, który jest w stadium trzeciorzędu. Otwiera się na dolinę Wied Dalam, która biegnie przez jaskinię. Dolina rzeki była początkowo znacznie wyższa i z czasem opadła głębiej. Początkowo jaskinię tworzyła woda, która przenikała przez pęknięcia i tworzyła się w wyniku przesączania przez podziemne wgłębienie. W plejstocenie, w regionie Morza Śródziemnego, zwłaszcza w okresach zimnych panował o wiele bardziej mokry klimat, z większą ilością opadów. W rezultacie rzeka pęczniała okresowo i pojawiła się erozja, spowodowana przez wapień. W środkowym plejstocenie rzeka osiągnęła wysokość dzisiejszego wejścia do jaskini i w ten sposób uwolniła jej wnękę. Għar Dalam reprezentuje tylko północno-wschodnią część tej niegdyś podziemnej jamy. Na drugim końcu doliny Wied Dalam znajduje się inna, nieco mniejsza wnęka zwana "Drugą Jaskinią", która obejmuje południowo-zachodnią część tego dawnego koryta. W późnym, środkowym plejstocenie i podczas wczesnego plejstocenu rzeka wypełniła jaskinię osadami o grubości przekraczającej 5 metrów. Dziś dolina rzeki jest znacznie niższa niż wejście do jaskini.

## Historia

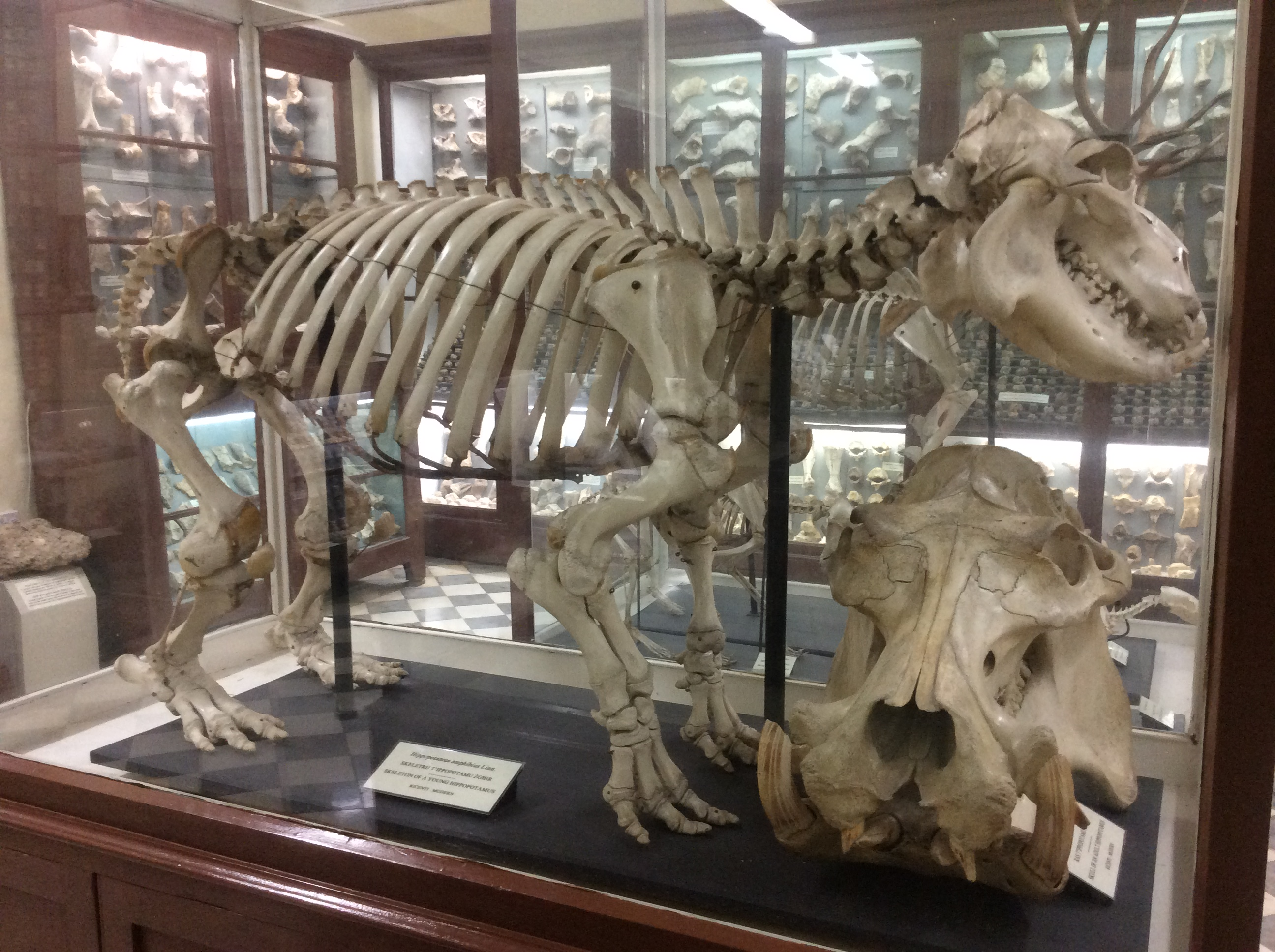
Muzeum Għar Dalam

W 1885 jaskinia została po raz pierwszy zbadana naukowo. W 1925 został umieszczona na liście zabytków, lista nie była udostępniana publicznie aż do 1933. Jaskinia była używana jako schron przeciwlotniczy podczas II wojny światowej. Muzeum zostało założone przez ówczesnego Kuratora Historii Naturalnej, Josepha Baldacchino. W 1987 jaskinia Għar Dalam została zbadana pod kierunkiem Emmanuela Anati, profesora paleontologii na Uniwersytecie w Salento.

## Zabytki i turystyka

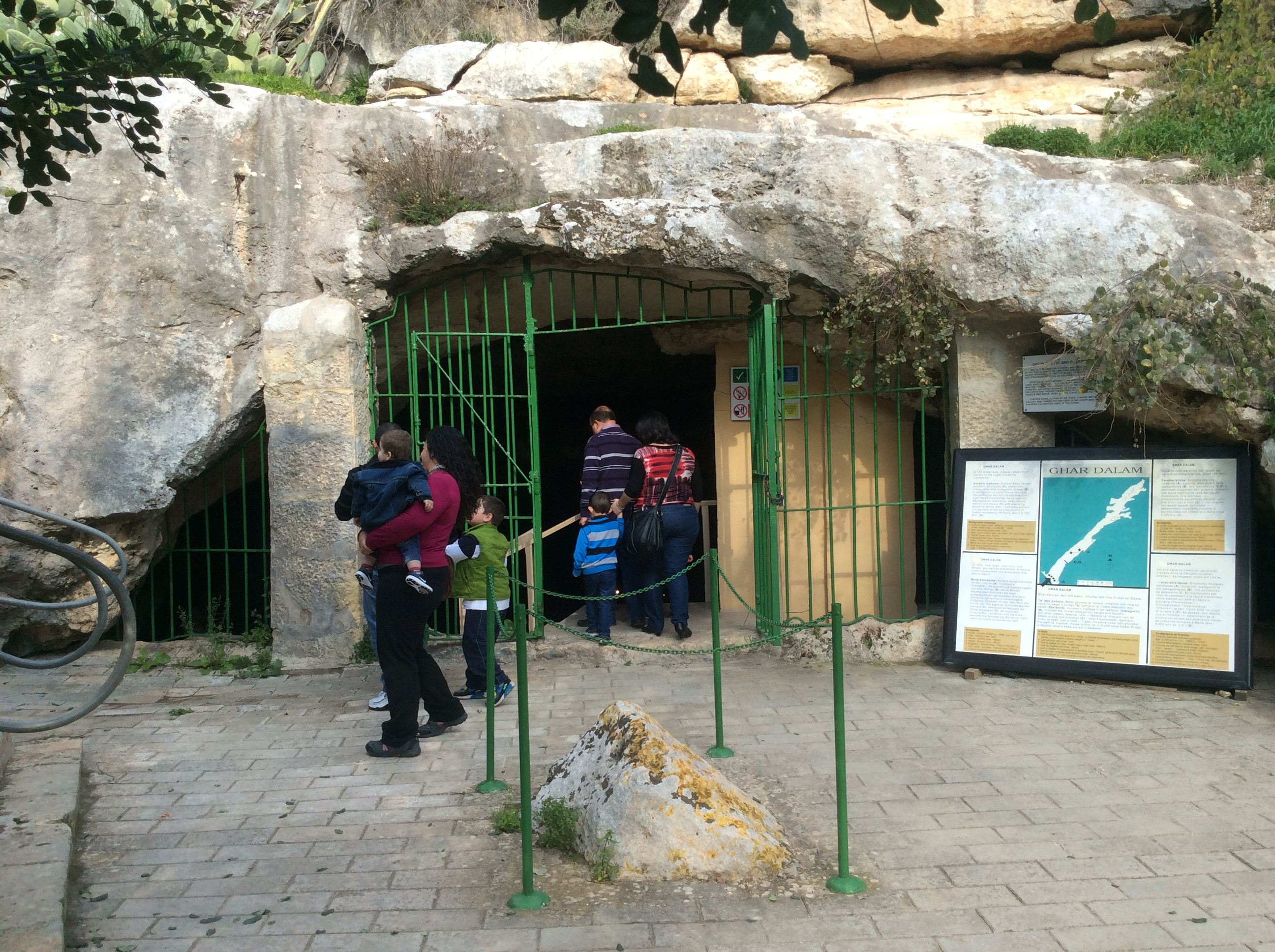
Muzeum Għar Dalam

Għar Dalam jest jednym z najbardziej popularnych celów turystycznych na Malcie. Oświetlona część jaskini o długości 80 metrów jest dostępna dla zwiedzających. Powstała ufortyfikowana ścieżka. Nad głównym wejściem znajduje się dzisiaj małe muzeum, w którym eksponowane są najważniejsze znaleziska.
W 1980 skradziono wiele cennych przedmiotów, w tym cztery kły słoni pigmejskich i czaszkę dziecka z okresu neolitu.
Muzeum, które wciąż wykazuje niezwykłe bogactwo znalezisk od kości zwierzęcych po ludzkie artefakty, jest wejściem do całego obszaru.
Jaskinia i Muzeum Għar Dalam obsługiwane są przez zarząd Malty.